# Минко ди Личи (Кјети)
Минко ди Личи (итал. Minco di Lici) је насеље у Италији у округу Кјети, региону Абруцо.
Према процени из 2011. у насељу је живело 61 становника. Насеље се налази на надморској висини од 274 м.